# Laura Froner
Laura Froner (Borgo Valsugana, 30 novembre 1960) è una politica italiana, eletta deputato nel 2006 e nel 2008.

## Biografia
Laureata in lingue e letterature straniere, è insegnante di scuola media e dirigente scolastico.
È stata sindaco di Borgo Valsugana una prima volta dal maggio 2000 al novembre 2001. È stata poi rieletta nel maggio 2002 e l'8 maggio 2005. Ha fatto parte della Direzione e della Segreteria provinciale dei Democratici di Sinistra del Trentino.
Alle elezioni politiche del 2006 è stata eletta alla Camera dei deputati, candidata al posto di Giovanni Kessler. È stata rieletta nel 2008.